# ماري مان
ذ ماري مان (بالإنجليزية: Marree Man)‏ أو ستيوارتس جاينت (بالإنجليزية: Stuart's Giant)‏ هو جيوغليف حديث اكتشف يوم 26 يونيو 1998. الموقع يظهر بهيئة أسترالي أصلي، من قبيلة بيانيايارا [الإنجليزية] على الأرجح، يحمل عصا لصيد الطير أو الولبيات.
يمتد الموقع على هضبة في فينيس سبرنكس على بعد 60 كيلومترا شرق بلدة ماري وسط جنوب أستراليا. يبلغ طوله 4,2 كيلومترات ومحيطه 15×28 كيلومترا. بالرغم لا يزال أصل الجيوغليف غامضا، وإن كان من أشسع جيوغليفات في العالم، وبدون أية علامة شاهدة على هذه العملية التوسعية. أطلق عليه الاسم ستيوارتس جاينت في صحيفة مجهولة نسبة إلى جون مكدوال ستيوارت.
أغلقت حكومة جنوب أستراليا [الإنجليزية] الموقع، بيد أنها سمحت الزيارات الجوية منذ عام 2010.